# 치에신군

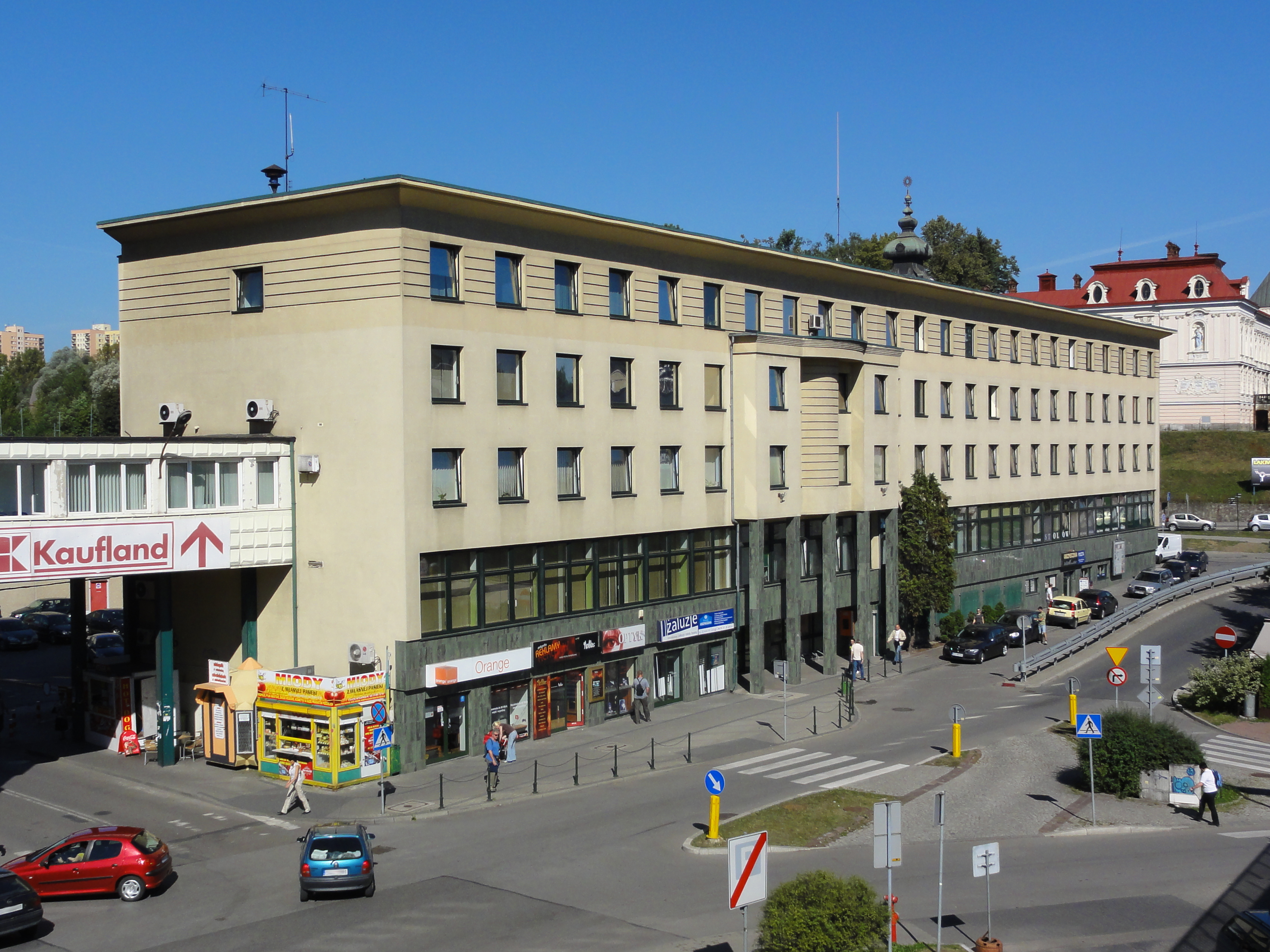
치에신에 위치한 치에신 군청

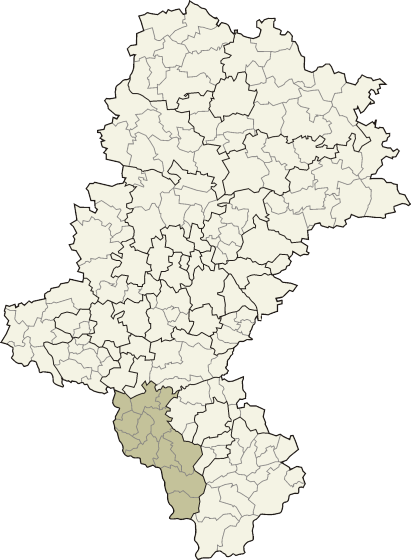
실롱스크주 지도에 표시된 치에신군의 위치

치에신군(폴란드어: powiat cieszyński)은 폴란드 실롱스크주에 위치한 군으로 군청 소재지는 치에신이며 면적은 730.2km2, 인구는 178,145명(2019년 6월 30일 기준), 인구 밀도는 240명/km2이다.
북쪽으로는 야스트솅비에즈드루이시, 프슈치나군, 동쪽으로는 비엘스코비아와시, 비엘스코군, 지비에츠군과 접하며 남쪽으로는 슬로바키아, 서쪽으로는 체코와 국경을 접한다. 12개 지방 자치체(3개 도시, 2개 농촌형 도시, 7개 농촌)를 관할한다.

군기
군 문장

## 같이 보기
- 올자강